# Praktica

Logo der Praktica

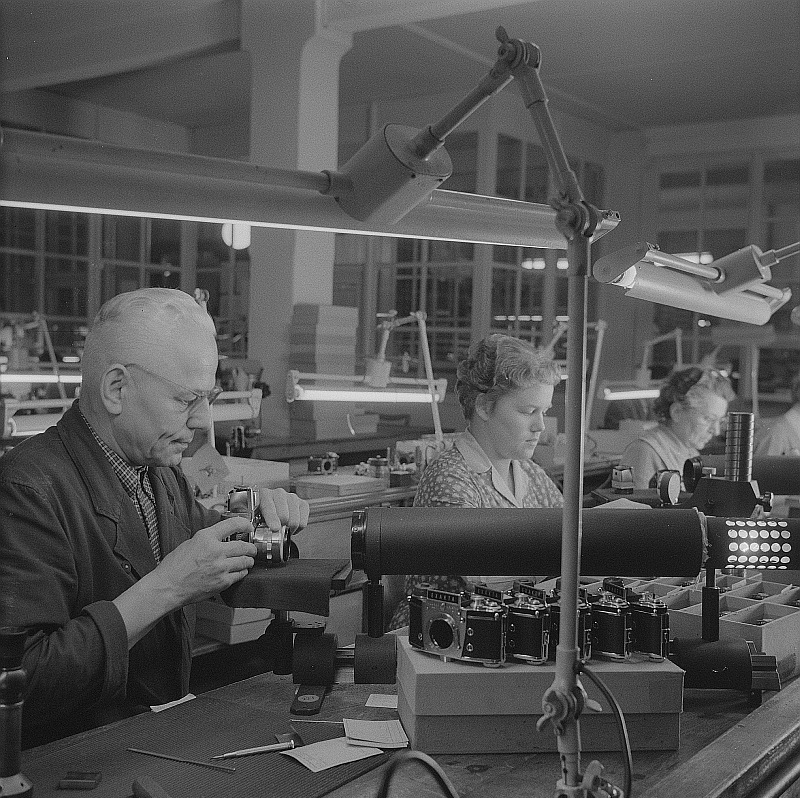
IHG Dresden – Endkontrolle einer Kamera Exakta Varex

Praktica ist ursprünglich der Markenname für eine Baureihe von Spiegelreflexkameras des Herstellers Kamera-Werke Dresden-Niedersedlitz („KW“), der von Pentacon, Dresden-Striesen, übernommen wurde. Die in der DDR gefertigten Fotoapparate wurden auch  exportiert und beispielsweise in Westdeutschland vom Versandhaus Quelle unter dem Markennamen RevueFlex verkauft. Insgesamt wurden von 1948 bis 2001 etwa 9 Millionen Prakticas produziert.
Der Markenname Praktica war von der Treuhandanstalt 1991 nicht dem Erben des früheren Besitzers der Kamera-Werke Niedersedlitz, John H. Noble, zurückgegeben worden. Stattdessen wurde er dem Pentacon-Betriebsteil zugeschlagen, der heute zur Dresdner PENTACON GmbH Foto- und Feinwerktechnik gehört (ein Unternehmen der Jos. Schneider-Gruppe, Bad Kreuznach). Über die Markenrechte war es 1994 zu einer gerichtlichen Auseinandersetzung zwischen Noble und der Schneider-Gruppe gekommen.
Seit den 1990er-Jahren tragen auch Ferngläser und Kompaktkameras die Markenbezeichnung PRAKTICA. 2001 wurde die Herstellung von Spiegelreflexkameras der Marke Praktica eingestellt. Seit 2002 gibt es Digitalkameras der Marke Praktica, 2004 wurde mit der Produktreihe Luxmedia begonnen. Optiken werden beispielsweise auch für Polaroid produziert. Zum 30. Juni 2015 wurde der Handel mit Praktica-Kameras eingestellt.
Inhaber der Marke Praktica ist seit 16. September 2015 die PRAKTICA LIMITED, SL9 7HJ, Gerrards Cross, GB (vgl. Deutsches Patent- und Markenamt Az. DD646601, 003418944 und 010904605).

## Geschichte und Entwicklung
Die Kamera-Werke Niedersedlitz waren ursprünglich 1919 als Kamera-Werkstätten Guthe & Thorsch GmbH von Benno Thorsch und Paul Guthe in Dresden-Niedersedlitz gegründet worden. Bereits 1938 – zwei Jahre nach der Kine Exakta von Ihagee – konnte die Kleinbild-Spiegelreflexkamera Praktiflex präsentiert werden. Zur Emigration gezwungen, wurde das Unternehmen an die deutschstämmige, US-amerikanische Unternehmerfamilie Noble übergeben. Das Unternehmen wurde von Charles A. Noble und dessen Sohn John H. Noble geleitet, welche die Praktiflex für die Markteinführung 1939 vorbereiteten.
Nach 1945 wurden die Nobles von der sowjetischen Besatzungsmacht enteignet, in NKWD-Lager verschleppt und der Betrieb verstaatlicht (Kamera-Werke Niedersedlitz).
Die erste Praktica-Kamera wurde dann auf der Grundlage der Praktiflex von Siegfried Böhm 1948 konstruiert und im Jahre 1949 (erneut) vorgestellt. Eine für den professionellen Einsatz vorgesehene, ebenfalls von Böhm für das Kamerawerk Niedersedlitz entwickelte Kamera war die Praktina.
Zusammen mit einer Reihe anderer Dresdner Kamerabetriebe wurden die Kamera-Werke Niedersedlitz 1959 in den neu gegründeten VEB Kamera- und Kinowerke Dresden eingegliedert. Ab 1964 firmierte dieses Unternehmen als VEB Pentacon, Dresden. Daher erscheint die Praktica in neueren Dokumenten als Pentacon-Marke.
Die Marke Praktica wurde 2015 verkauft. Inhaber ist seit 16. September 2015 die PRAKTICA LIMITED, SL9 7HJ, Gerrards Cross, GB (vgl. Deutsches Patent- und Markenamt Az. DD646601, 003418944 und 010904605).

## Produktgeschichte

### Praktiflex – der Vorläufer

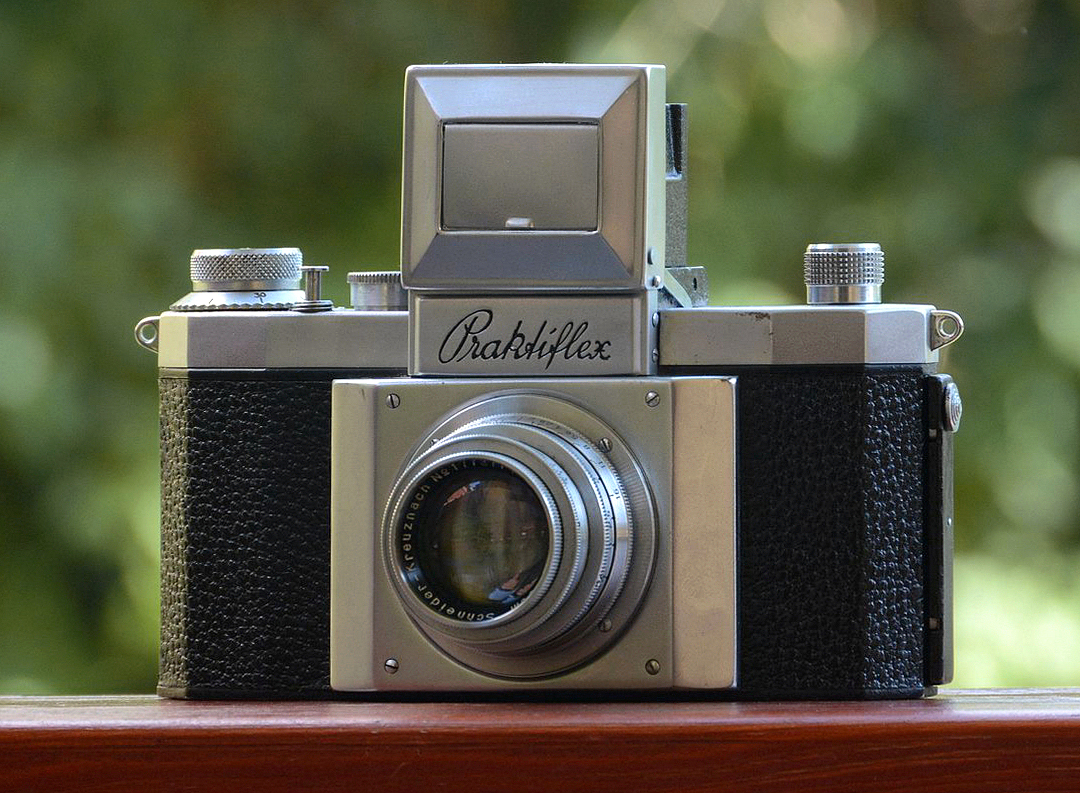
Praktiflex, 1. Generation, mit Objektiv Schneider-Kreuznach Xenon 1:2 f=5 cm

Praktiflex-Kameras wurden von den Kamera-Werken Niedersedlitz („KW“) zwischen 1939 und 1951 produziert. Bei diesen Kameras wurde das seltene M40-Schraubgewinde verwendet, an das ausschließlich Praktiflex-Objektive (Normalobjektive u. a. von Schneider Kreuznach: Xenon 1:2 F=5cm, oder von Carl Zeiss Jena: Tessar 1:3,5 F=5cm) passten. Die Praktiflex ist von historischer Bedeutung, da sie nach der Kine Exakta der Firma Ihagee und der von der russischen Firma GOMZ produzierten Kamera Sport (Спорт) die weltweit dritte in Serie produzierte einäugige Kleinbildspiegelreflexkamera darstellt.
Es gab während der Produktionszeit mehrere Modell-Generationen (Unterscheidung beispielsweise durch den Schriftzug Praktiflex entweder in Schreibschrift oder in Druckschrift).
Praktiflex-Kameras gelten als Vorläufer der ab 1948 mit M42-Objektivgewinde produzierten Praktica-Kameras.

### Erste Generation
Bei den Praktica-Kameras der ersten Generationen wurde ab 1948 das M42-Objektivgewinde genutzt. Das 1951 vorgestellte Nachfolgemodell der ersten Praktica, die Praktica FX, verfügte über Synchronbuchsen und beherrschte damit erstmals die Blitzsynchronisation.
Von Pentacon produzierte Kameras wurden auch unter anderen Namen als Praktica ins Ausland außerhalb des Ostblocks exportiert, zum Teil als Auftragsarbeiten für Firmen, welche die Modelle unter eigenem Namen vertrieben. Einige dieser Markennamen bzw. Auftraggeber waren Jenaflex, Kawenda, Hanimex, Revue (Foto-Quelle) und Porst. Für den Vertrieb der Originalprodukte in Westdeutschland hatte Beroflex einen exklusiven Vertriebsvertrag.
Zur ersten Kamerageneration gehören:
- Praktica
- Praktica FX

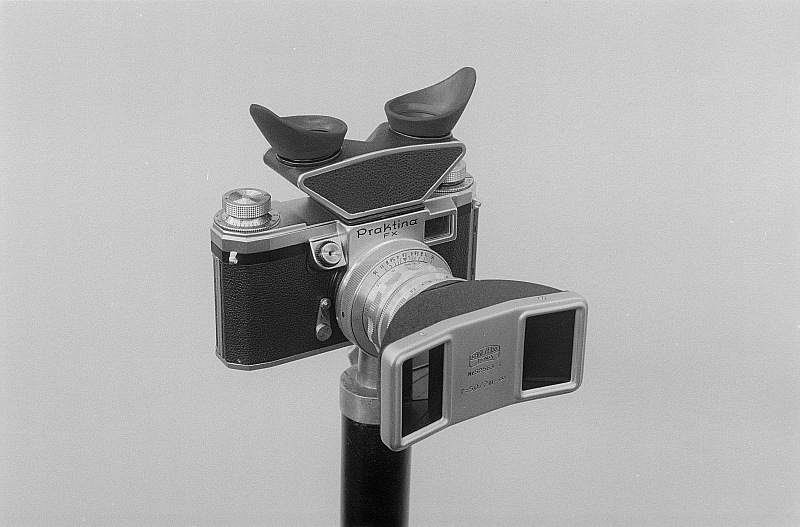
Praktina FX mit Stereovorsatz

- Praktica FX 2 (ab 1956; = PORST REFLEX FX2)
- Praktica FX 3 (baugleich mit FX2 und nur für Export)
- Praktica IV
- Praktica IV B
- Praktica IV M
- Praktica IV BM
- Praktica IV FB
- Praktica V F
- Praktica V FB

### Zweite Generation
Zur zweiten Kamerageneration, die im VEB Pentacon Dresden gefertigt wurde, gehören:
- Praktica VI (Prototyp für Praktika nova[9])
- Praktica nova
- Praktica nova B
- Praktica mat
- Praktica nova I
- Praktika nova IB (= PORST REFLEX FX4)
- Praktica super TL (= PORST REFLEX FX6)
- Praktica elektronik

### Dritte Generation („Praktica L“-Reihe)
Auch die Kameras der dritten Generation nutzten noch das Schraubgewinde M42. Zu dieser Generation zählen folgende Modelle:

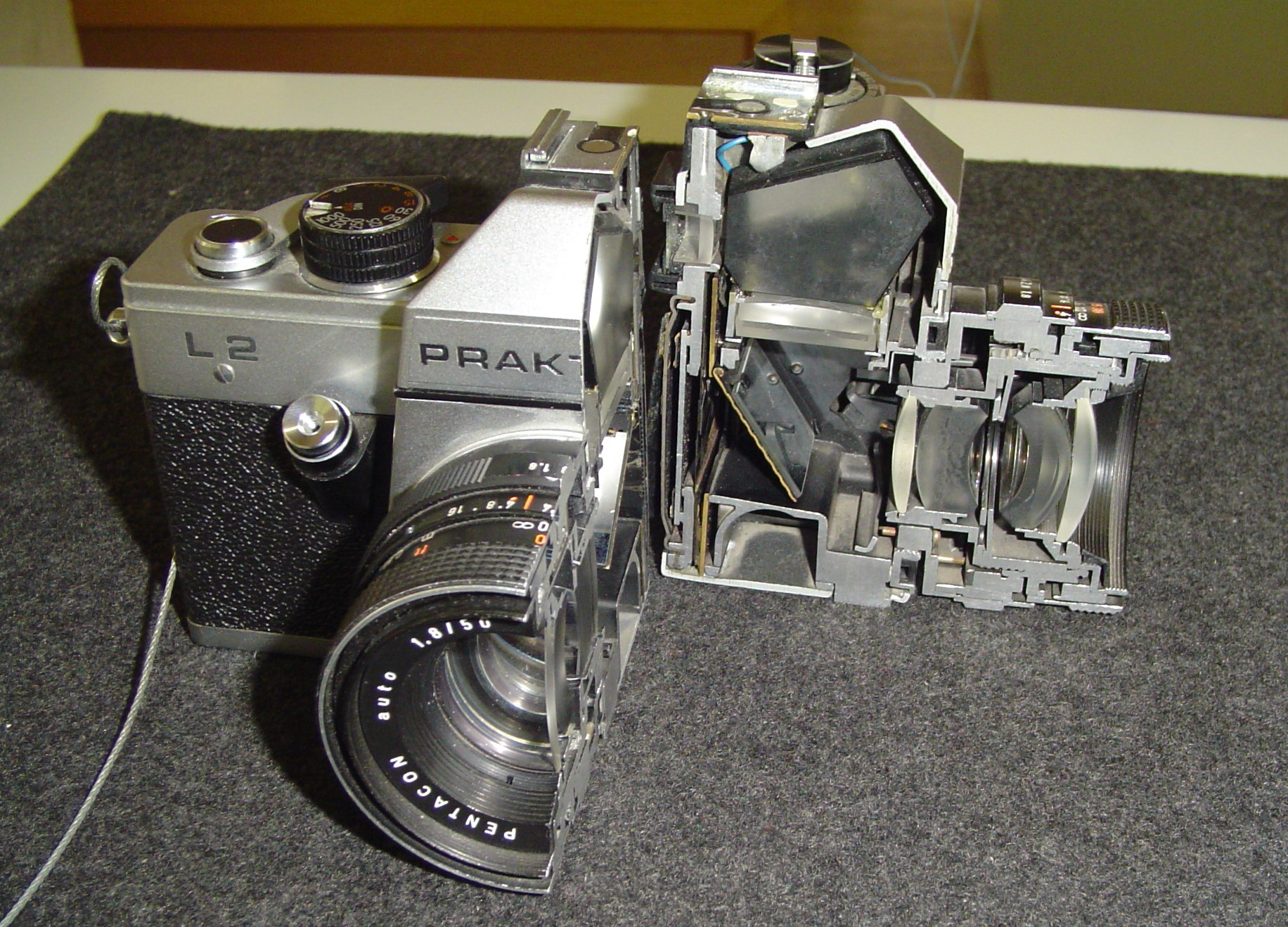
Aufgeschnittene Praktica L2

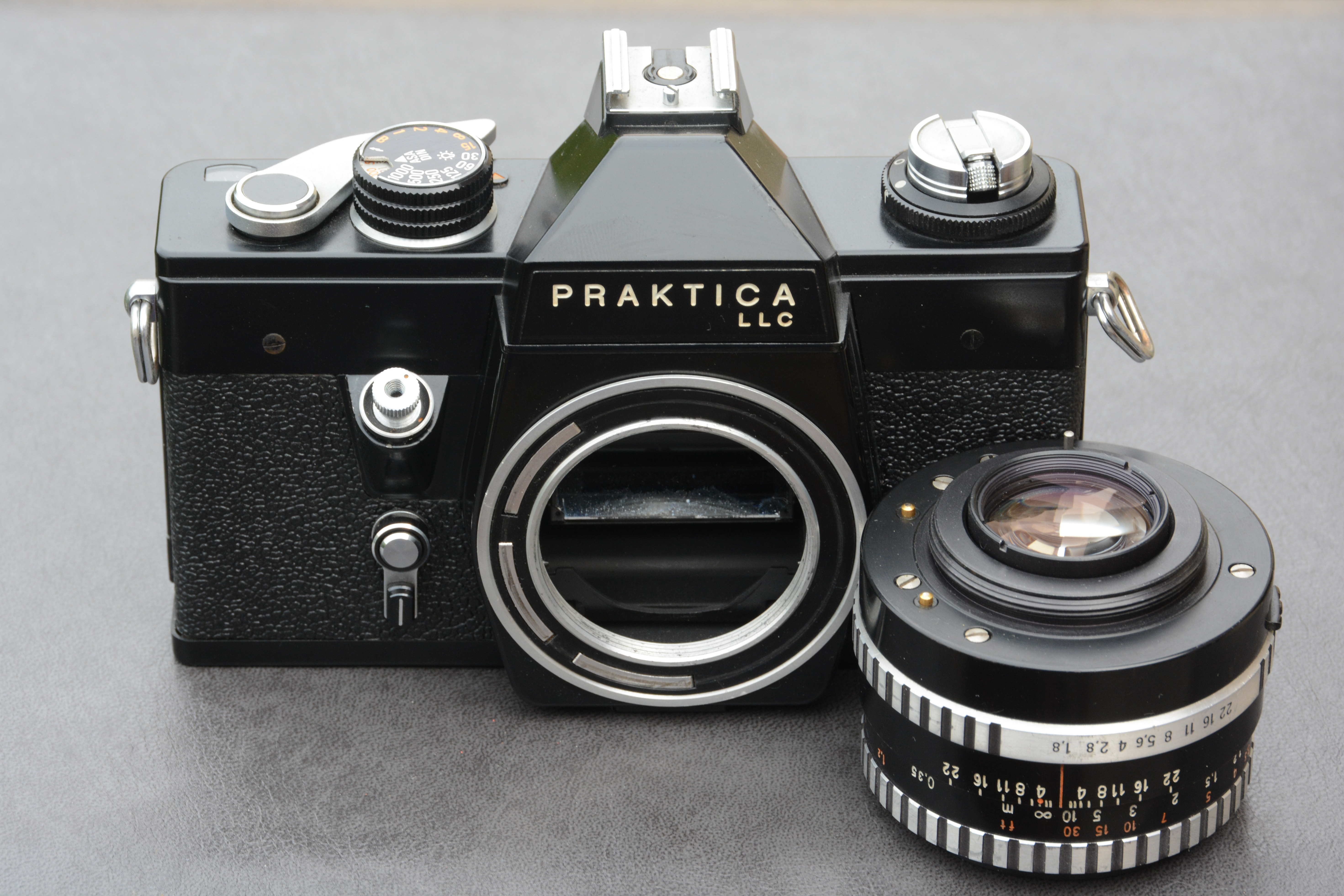
Praktica LLC mit abgenommenem Objektiv Pancolar 1:1,8/50mm: Blendenautomatik-Kontakte sichtbar

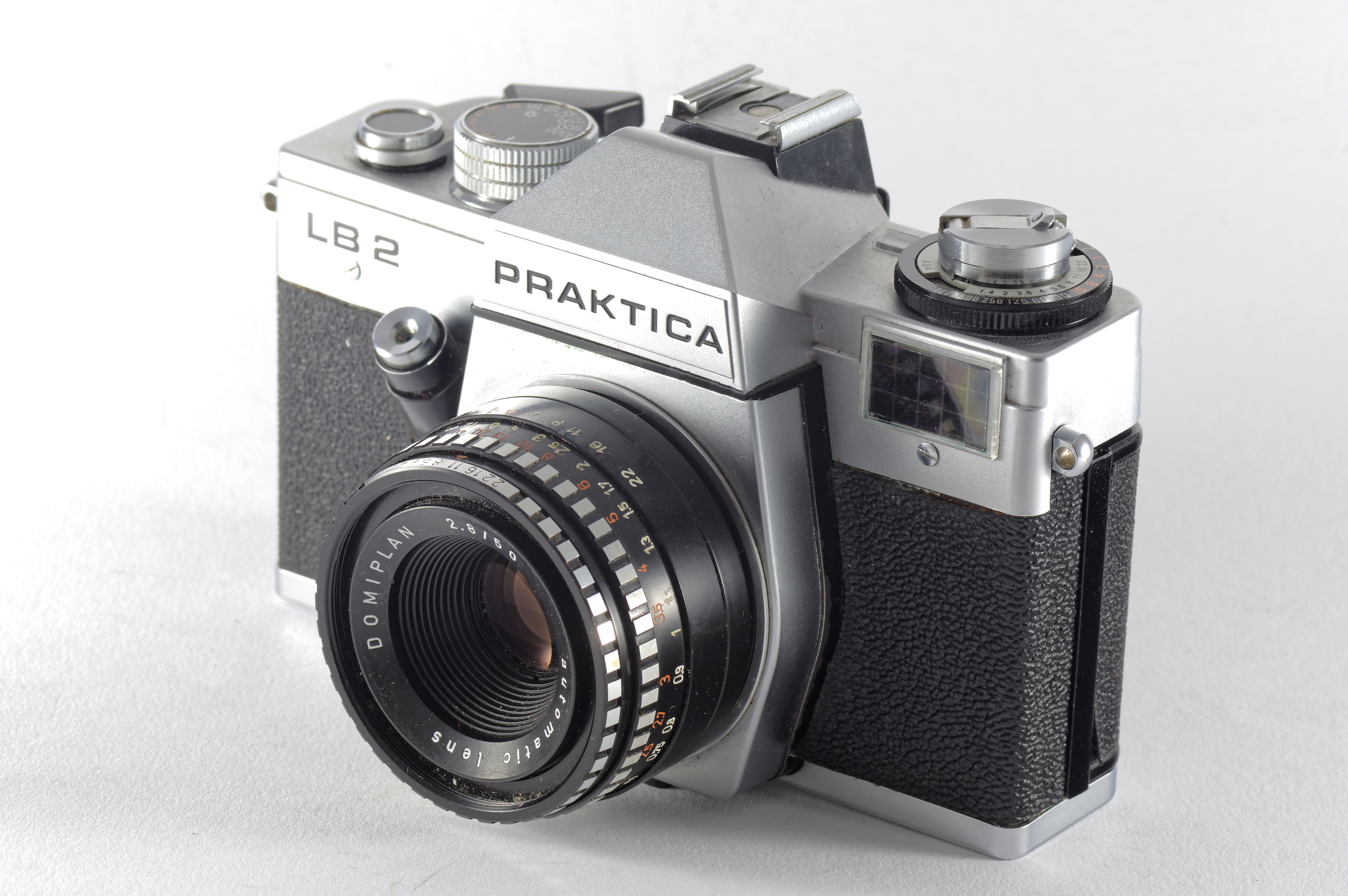
"Praktica LB2" schrägseitliche Ansicht

Geöffnete MTL 5 B, gut zu erkennen: das PL-System

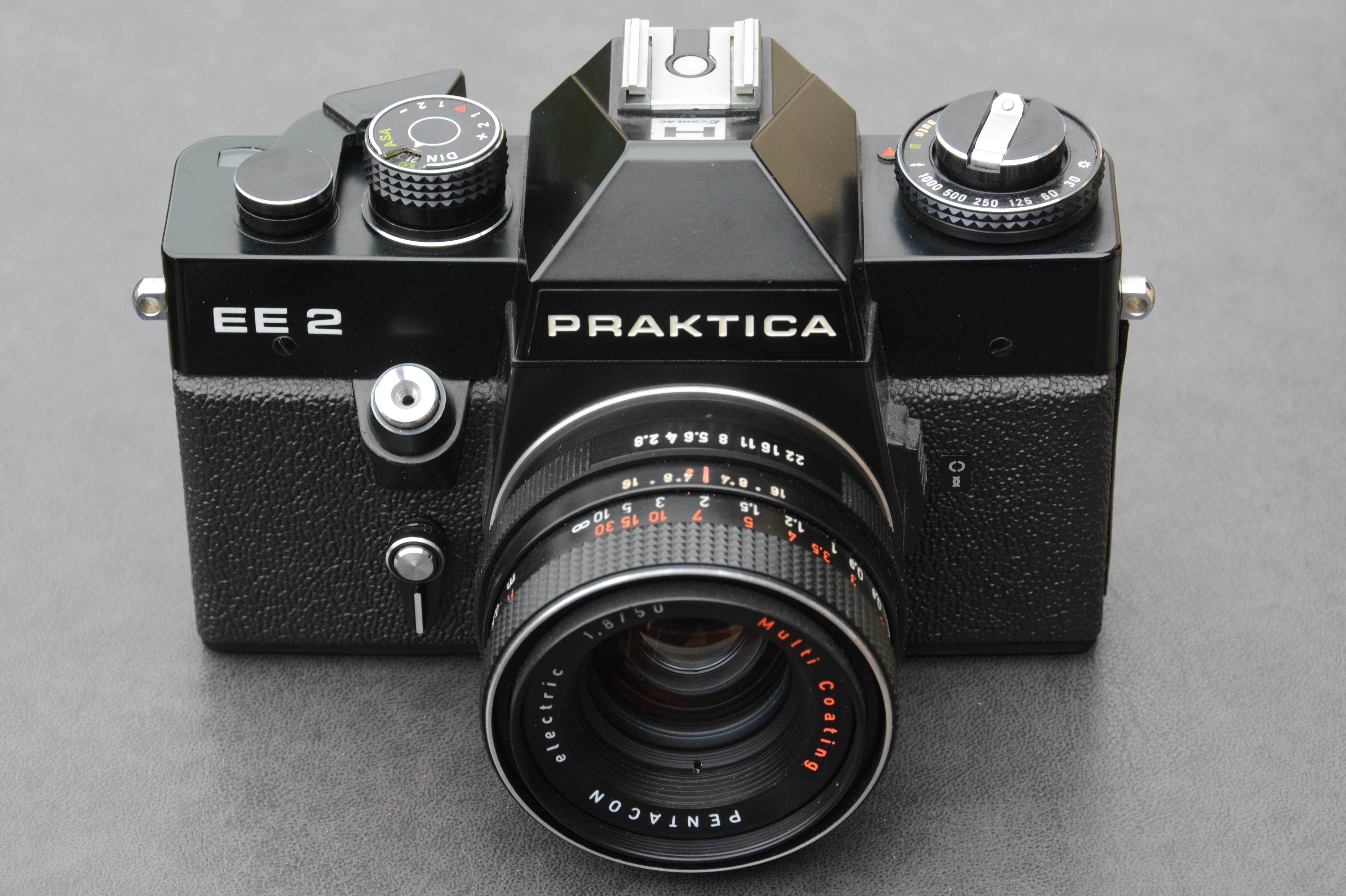
Praktica EE2 mit Objektiv Pentacon electric 1:1,8/50mm

- Praktica L, vollmechanisches Basismodell (= PORST reflex CX3)
- Praktica L2
- Praktica LB2 (= PORST reflex CX4)
- Praktica LTL (= PORST reflex CX6)
- Praktica super TL2
- Praktica super TL3
- Praktica LTL3
- Praktica MTL3 unter anderem als MTL5 bis 1985, als MTL5B (neue Sucheroptik, keine zusätzliche Blitzlicht-Buchse) bis 1989 gebaut
- Praktica Super TL 500 und Super TL 1000
- Praktica LTL2, Anzeige der Belichtungsmessung über LEDs (auch DTL2/3, MTL50)
- Praktica DTL2
- Praktica DTL3
- Praktica MTL50
- Praktica LLC, Innenlichtmessung bei Offenblende, ebenso alle folgenden Kameras, dafür spezielle Objektive mit electric-Blendenwertübertragung notwendig
- Praktica PLC2
- Praktica PLC3
- Praktica VLC, Wechselsuchersystem
- Praktica VLC2
- Praktica VLC3
- Praktica EE2, Zeitautomatik
- Praktica EE3, Zeitautomatik

In den Typenbezeichnungen der dritten Generation (L-Modelle) hatten die Buchstaben und Zahlen folgende Bedeutung.
Erster Buchstabe:
L = Lamellenschlitzverschluss (als Unterscheidung zu den Vormodellen mit Tuchschlitzverschluss),
V = variables Suchersystem (mit Auswahl aus Lichtschacht, Prismensucher und Makrookular),
P = fest eingebauter Prismensucher (zur Unterscheidung zu ansonsten gleichen V-Modellen),
D = Leuchtdioden zur Anzeige der Belichtungsmessung statt des sonst verwendeten Zeigerinstruments,
M = Messwerkabgleich (mit Brückenschaltung zur Stabilisierung gegenüber Spannungsschwankungen der Batterie).
Weitere Buchstaben:
TL = Innenbelichtungsmessung mit Abblendtaste,
LC = Innenbelichtungsmessung bei offener Blende mit elektrischer Blendenwertübertragung,
B = Außenbelichtungsmessung,
EE = Innenbelichtungsmessung mit elektronischer Steuerung der Verschlusszeit.
Zahlen:
2 (bzw. 3) = zweite (bzw. dritte) Variante des Modells,
500 (bzw. 1000) = kürzeste Verschlusszeit 1/500 s (bzw. 1/1000 s),
50 = Variante der MTL mit Leuchtdioden statt Zeigerinstrument zur Belichtungsanzeige.

### Vierte Generation („Praktica B“-Reihe)

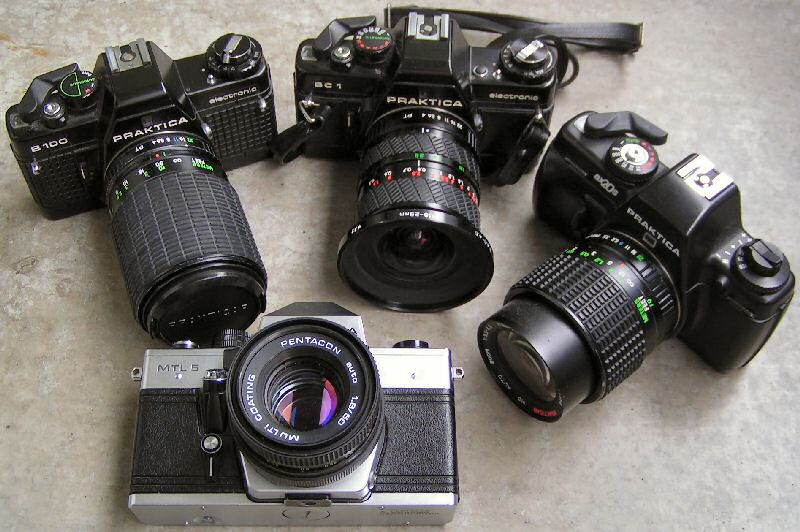
Einige Praktica-Modelle

Die vierte Generation der Praktica-Spiegelreflexkameras wurde mit der Praktica B 200 im Jahr 1978 auf der Leipziger Messe vorgestellt und von 1979 bis 1990 gefertigt. Eine wesentliche Neuerung war ein moderner Entwurf für Kameras und Objektive (Prakticar) sowie der Ersatz des M42-Anschlusses durch den Praktica-B-Bajonettanschlusses (auch PB-Mount genannt). Erstmals wurden auch Zoomobjektive, später auch Autofokus-Objektive vorgestellt.
Da das B-System für Kunden in der DDR sehr teuer war, wurde entgegen den Planungen die erschwinglichere M42-Kameralinie in verringertem Umfang weiter produziert. Später gab es speziell für den DDR-Markt technisch abgerüstete und damit billiger zu produzierende Modellvarianten (siehe dazu Praktica BCC und Praktica BCA). Umgekehrt wurden spezielle Modellversionen für den britischen, niederländischen und französischen Exportmarkt hergestellt, die sich nur in Designelementen und in der Namensgebung von den zugrundeliegenden Urtypen unterschieden (siehe dazu Praktica BCX, Praktica BC auto, Jenaflex AM-1, Jenaflex AC-1 und Praktica BC3).
Da das PB-Bajonett eine Eigenentwicklung war, die nicht mit anderen Bajonetten kompatibel war, war die Nutzung von Objektiven auf neu zu kaufende Bajonett-Objektive mit PB-Bajonett eingeschränkt. Dies verringerte die Akzeptanz des Systems im Markt. Praktica selbst schaffte Abhilfe und stellte einen Adapter her, der es erlaubte, die M42-Objektive an das B-Bajonett anzuschließen.

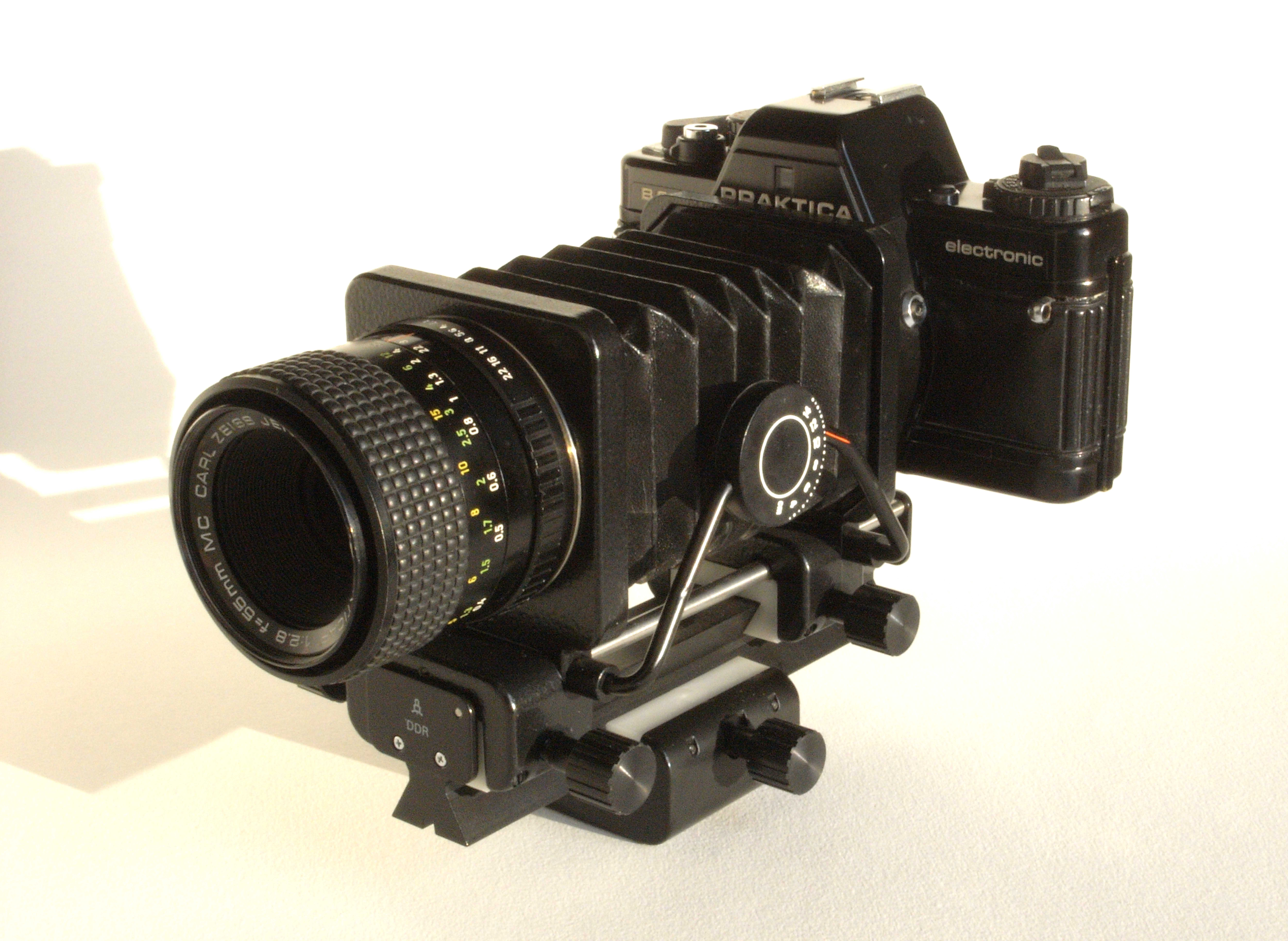
Praktica BC 1 am Balgengerät mit Makroobjektiv Prakticar 55 mm f 2.8

Zur B-Kamerareihe gehören folgende Modelle:
- Praktica B 200 und BCX, chrom
- Praktica BC 1/BC3/BCX, schwarz und Jenaflex AM-1
- Praktica B 100 und BC auto
- Praktica BCA und Jenaflex AC-1
- Praktica M
- Praktica BCS
- Praktica BCC
- Praktica BM/BMS und Revue BC 2

BX-Modellreihe (Fertigung zwischen 1987 und 1990):
- Praktica BX 20
- Praktica BX 10 DX
- Praktica BX 21
- Praktica BX 20s

BX-Modellreihe aus der Nach-Wendezeit (Fertigung zwischen 1991 und 2001):
- Praktica BX 20S
- Praktica BX 20D

### Weitere Kameras

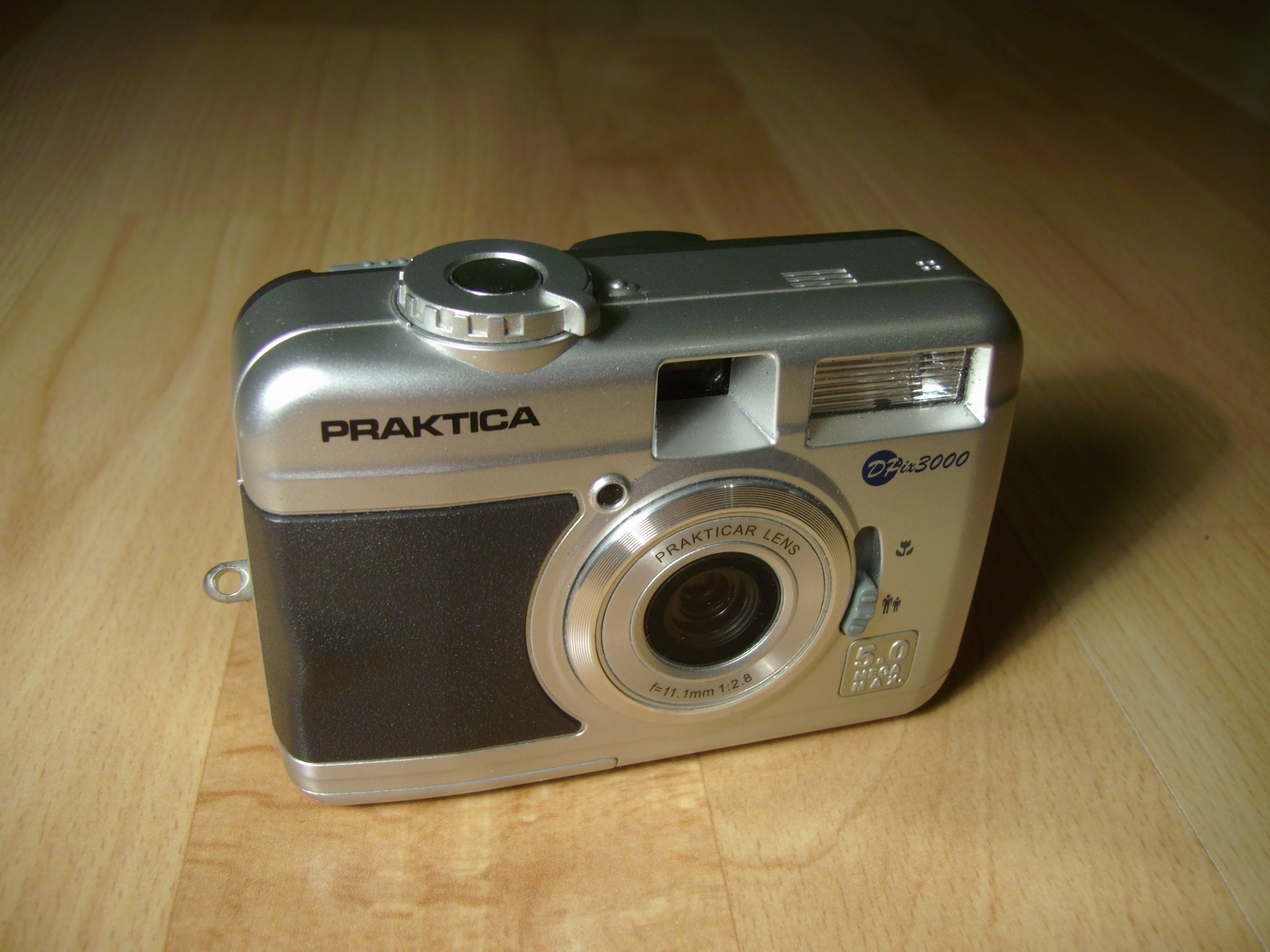
Digitalkamera Praktica DPix3000

- CM1000
- Z2860AF

## Film
- Praktica – Kameras aus Sachsen. Dokumentarfilm, Deutschland, 2011, 43:30 Min., Buch und Regie: Anna Schmidt, Produktion: MDR, Erstsendung: 31. Oktober 2011, Inhaltsangabe (Memento vom 31. Oktober 2011 im Internet Archive) vom MDR, Online-Video und Filmbilder.